# Яно-Індигірська низовина
Яно-Індигірська низовина (рос. Яно-Индигирская низменность; якут. Дьааҥы - Индигир намтала, також Індигірська низовина) — велика заболочена рівнина Північно-Східного Сибіру, на території Якутії. Разом з Колимською низовиною, яка лежить на схід, утворює велику Східно-Сибірську низовину.

## Географія
Простягається більш ніж на 600 км уздовж південного узбережжя моря Лаптєвих і Східно-Сибірського моря, від губи (затоки) Буор-Хая на заході до дельти річки Індигірка на сході. Включає також велику дельту річки Яна, звідки й назва, а також гирла кількох менших річок. Має форму півмісяця, ширина в найширшій частині досягає 300 км. Середня висота над рівнем моря 30-80 м. Місцями над низиною підносяться залишкові кряжі з корінними гірськими породами, заввишки до 558 м

## Рельєф
Переважають породи багаторічної мерзлоти й мерзлотні форми рельєфу. Низовина складена різного роду морськими, річковими й озерними відкладеннями з високим вмістом викопного льоду. До особливостей місцевого рельєфу належать термокарстові западини (аласи) з озерами й болотами, на берегах річок, морів та озер є горби-байджарахи. Зустрічаються полігональні ґрунти. Узбережжя холодних морів вкриває мохово-лишайникова й чагарникова тундра. На півдні в долинах річок є ділянки лісотундри, що складаються з рідких дерев модрини.